# Eurycarenus dichopticus
Eurycarenus dichopticus är en tvåvingeart som beskrevs av Mario Bezzi 1920. Eurycarenus dichopticus ingår i släktet Eurycarenus och familjen svävflugor. Inga underarter finns listade i Catalogue of Life.